# Urtima riksdagen 1919
Urtima riksdagen 1919 ägde rum i Stockholm.
Detta var en urtima riksdag och riksdagens kamrar sammanträdde i riksdagshuset den 4 augusti 1919. Till talman i första kammaren valdes Hugo Hamilton och i andra kammaren valdes Herman Lindqvist. Riksdagen avslutades den 15 november 1919.
Riksdagen tog i september beslutet att införa åtta timmars arbetsdag.